# Триантафиллидис, Димитриос
Дими́триос Триантафилли́дис (греч. Δημήτριος Τριανταφυλλίδης, англ. Dimitrios Triantafyllidis; 9 декабря 1959, Салоники, Греция — 26 октября 2024) — греческий переводчик, журналист, издатель, редактор. Один из самых активных переводчиков русской классической и современной литературы в Греции; перевёл более 130 книг русских писателей. Центральная объединяющая фигура в греческой русистике, проводник русской культуры в своей стране. Создатель, главный редактор и издатель крупнейшего в Европе печатного медиа о русской культуре — грекоязычного альманаха Στέπα (Степь").

## Биография
Родился 9 декабря 1959 года в г. Салоники (Греция). В 1980 году поступил на философский факультет Киевского государственного университета им. Т. Г. Шевченко, который окончил в 1985 году с отличием и со званием магистр философских наук. По окончании военной службы в греческой армии в 1987 году поступил на богословский факультет Университета Аристотеля в Салониках, который окончил с отличием в 1991 году.
Долгое время работал директором Института профессиональной подготовки. В 1997 году перешёл в журналистику. Был главным редактором больших экономических изданий. Последние 10 лет жизни[когда?]

 являлся главным редактором муниципальной радиостанции Афин, ответственным за международные программы. 
В течение многих лет преподавал на специальных курсах Национального дома книги «Перевод с русского: проблемы, решения, перспективы».
Регулярно участвовал в качестве спикера в Международном конгрессе переводчиков художественной литературы, организуемом российским Институтом перевода.
Умер 26 октября 2024 года после тяжёлой болезни.

## Творчество
Более тридцати пяти лет занимался профессиональным литературным переводом с русского языка.
В его переводе на греческий язык вышло более ста тридцати книг русских писателей XIX — XXI веков. Рецензии на эти книги публиковали в крупнейших журналах и газетах Греции ведущие критики страны.
С декабря 2014 года издавал альманах русской культуры "Στέπα" (гр. «Степь», выходит 3 раза в год) — «толстый журнал» объёмом 20 авторских листов.
Жил в Афинах (Греция).